# Нечуйвітер отруйний
Нечуйвітер отруйний (Hieracium virosum) — вид рослин з родини айстрових (Asteraceae), поширений у Європі й помірній Азії.

## Опис
Багаторічна рослина висотою 20–120 см. Рослина без зірчастого запушення. Стебло просте, в нижній частині фіолетово пофарбоване і вкрите більш-менш густими жорсткими волосками 1.5–3 мм довжиною або рослина вся гола, що містить молочний сік. Листки сизо-зелені, знизу з добре вираженим сітчастим жилкуванням. Стеблові листки численні (20–110), яйцеподібні або ланцетні. Загальне суцвіття волотисте або щиткоподібно-волотисте, з 6–150 кошиками. Кореневища товсті. Квіточки жовті. Сімянки чорно-коричневі, циліндричні, ≈ 3 мм, з 10 ребрами. Папус блідо-жовтий, ≈ 6 мм. 2n = 27, 36.

## Поширення
Поширений у Європі (Болгарія, Росія, Румунія, Молдова, Сербія (включаючи Косово та Воєводину), Україна) й помірній Азії.
В Україні вид зростає в степах, на узліссях лісів, кам'янистих схилах гір і відслоненнях — у Закарпатті, рідко (у верхньогірському поясі: Апшинецька улоговина, гора Піп Іван): в Лісостепу, Степу та Криму, більш-менш зазвичай.

## Використання
Лікарська рослина.